# Haworthiopsis glauca
Haworthiopsis glauca, coneguda abans com Haworthia glauca, és una espècie suculenta que pertany a la família de les asfodelòidies. És originària de Sud-àfrica. Es distribueix a la província del Cap Oriental fins a la frontera amb la província del Cap Occidental.

## Descripció
Haworthiopsis glauca és una planta suculenta amb tiges elongats que queden coberts per les fulles, disposades en forma de densa roseta des de la base. Les fulles, de 6 per 1,5 cm, són oblongolanceolades, incurvades, punxegudes i de textura aspra. Tenen de 5 a 7 línies longitudinals poc marcades i no tenen tubercles o, si els tenen, són poc evidents. Durant el període vegetatiu són de color verd o glauc i en el període de repòs adquireixen una tonalitat porpra. Es ramifica des de la base formant densos grups. La inflorescència és una tija simple, de vegades composta, d'uns 30 cm de llarg, amb les petites flors agrupades a la punta; i són de color blanc verdós, tubulars, i amb tèpals revoluts.

## Distribució i hàbitat
Haworthiopsis glauca generalment es troba més a l'interior i cap a l'oest que les altres espècies que formen tiges d'aquesta secció. Creix des de prop d'Uitenhage a l'est fins a prop de Willowmore a l'oest, a la província sud-africana del Cap Oriental.

## Taxonomia
Haworthia glauca va ser descrita per Baker i publicada a Journal of the Linnean Society, Botany 18: 203, a l'any 1880, i reubicada a Haworthiopsis com a Haworthiopsis glauca per G.D.Rowley el 2013.
Etimologia
Haworthiopsis: La terminació -opsis deriva del grec ὀψις (opsis), que significa 'aparença', 'semblant' per la qual cosa, Haworthiopsis significa "com a Haworthia", i que honora al botànic britànic Adrian Hardy Haworth (1767-1833).
glauca: epítet llatí que significa "aspre, escabrosa".
Varietats acceptades
- Haworthiopsis glauca var. glauca[7] és la varietat tipus, i es troba des del pas de Zuurberg a l'est fins a prop de Willowmore a l'oest, a la província sud-africana del Cap Oriental.[2]
- Haworthiopsis glauca var. herrei[8] té fulles lanceolades, esteses, amb tubercles;[9] i creix entre Willowmore, Steytlerville i el sud-est cap a Port Elizabeth, a la província del Cap Oriental, Sud-àfrica. El tipus de localitat és a Campherpoort.[10]

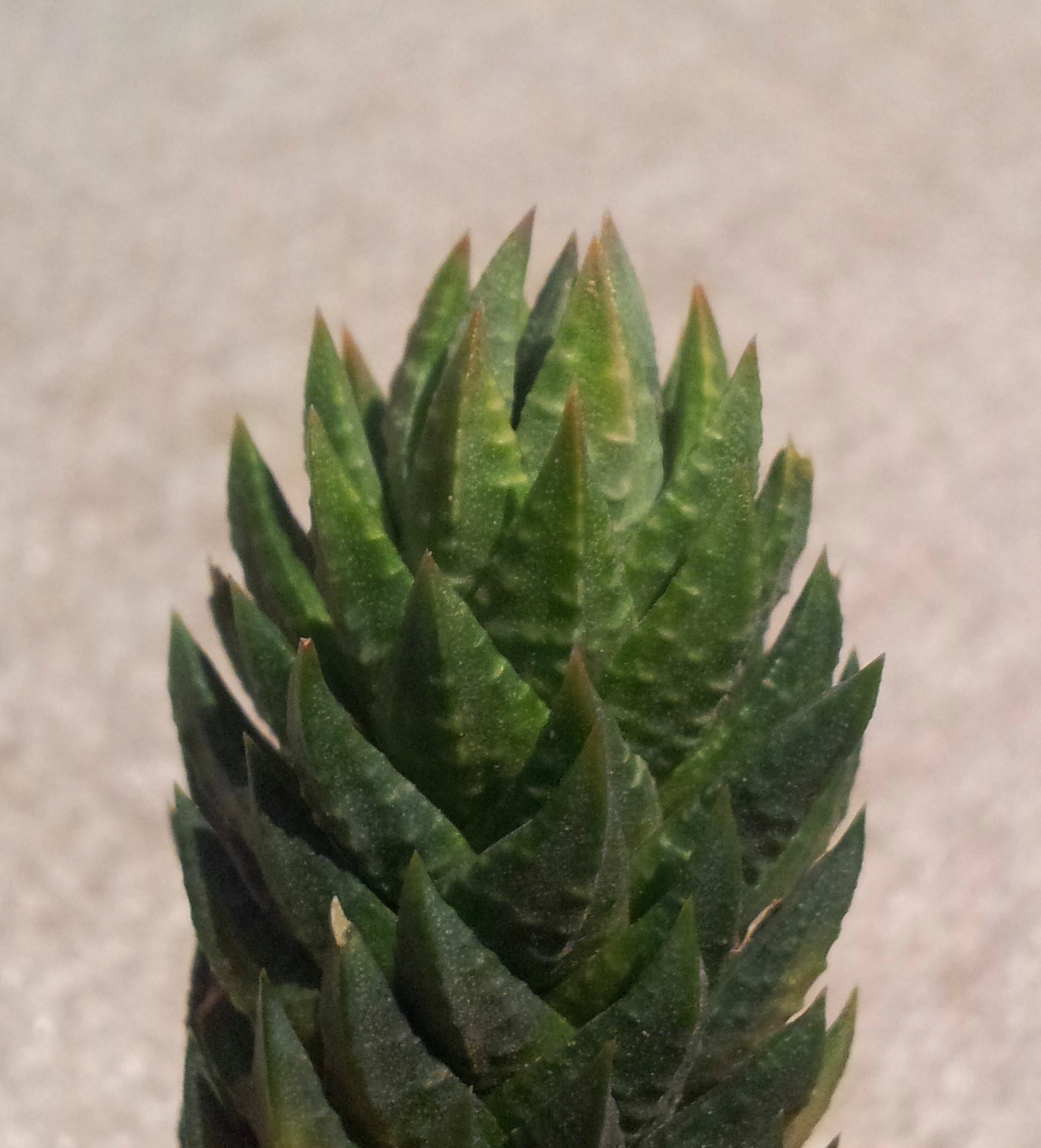
La varietat herrei és tuberculada
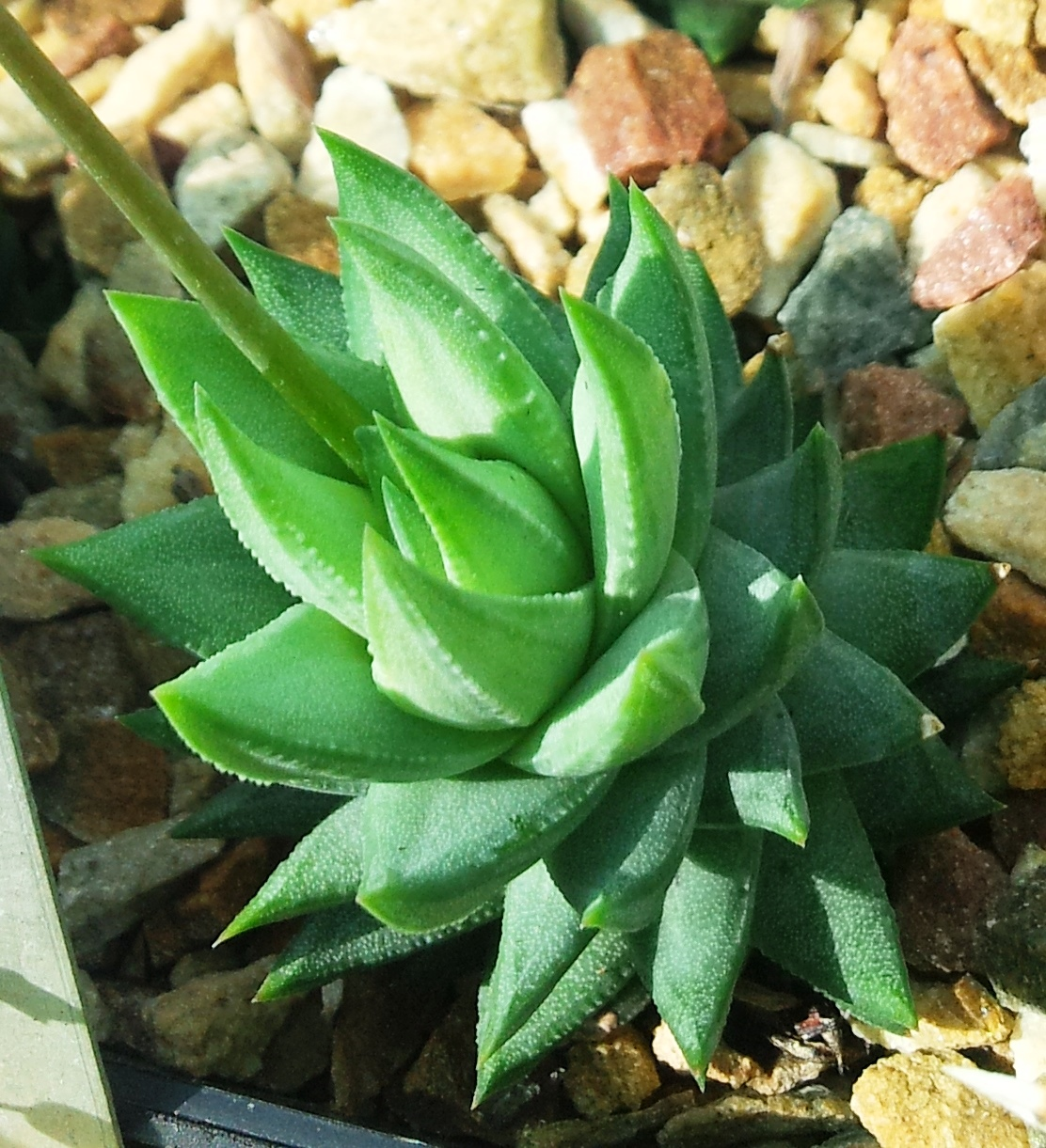
Exemplar jove de H. glauca
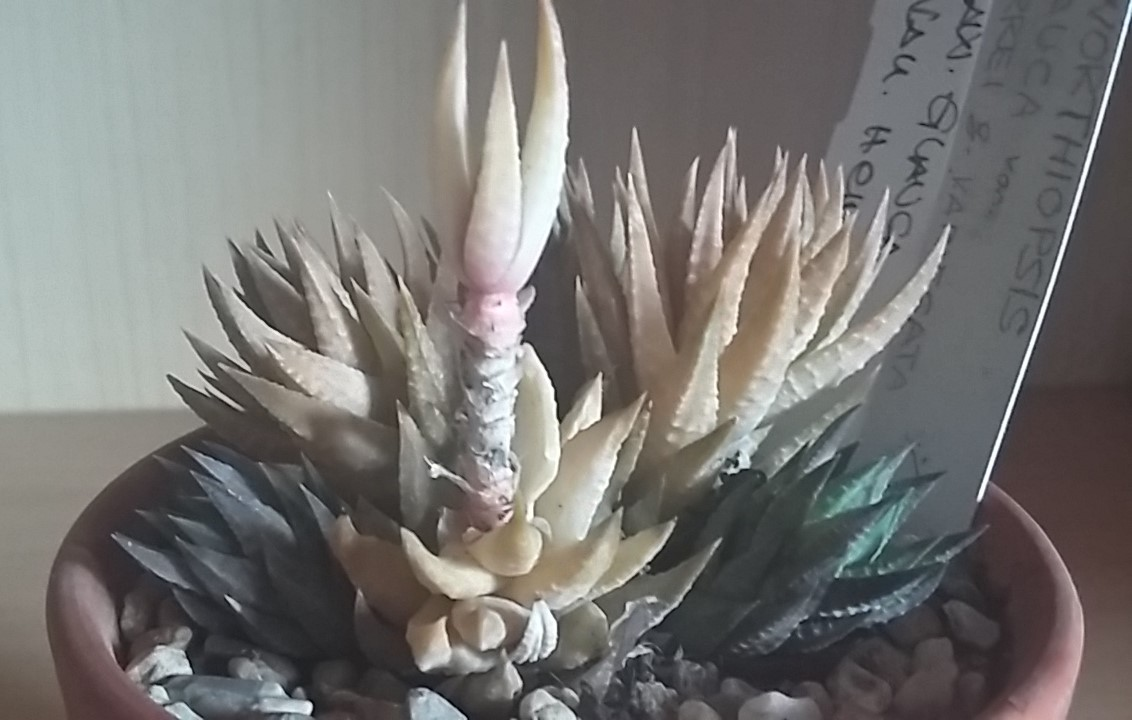
Exemplar de Haworthiopsis glauca var. herrei f. variegata

Sinonímia
- Haworthia glauca (Basiònim/sinònim reemplaçat)
- Catevala glauca
- Haworthia reinwardtii subsp. glauca
- Haworthia reinwardtii var. glauca[4]